# Cresswell Castle (Pembrokeshire)

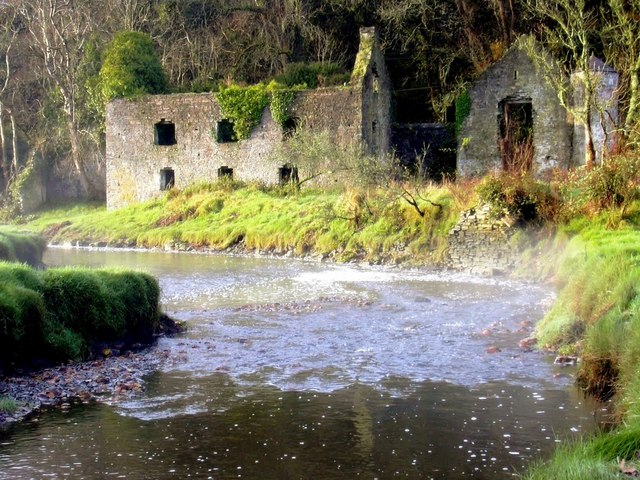
Cresswell Castle

Cresswell Castle ist eine Burgruine etwa 800 Meter nördlich des Dorfes Cresswell Quay in der walisischen Grafschaft Pembrokeshire. Es liegt an den Ufern des Flusses Cresswell auf einem privaten Anwesen, am obersten schiffbaren Punkt des Flusses.
Die Gebäude waren ursprünglich das befestigte Herrenhaus einer Grundherrschaft aus dem 13. Jahrhundert, die von der Augustinerpriorei Haverfordwest gegründet wurde.
Die Burg, in der vermutlich die Familie Barlow wohnte, bestand aus drei Flügeln, die im Karree um einen rechteckigen Hof angelegt waren. Die umschließende Kurtine hat an ihren Enden zwei Gewölbetürme, von denen der größere später als Taubenhaus diente. Im 16. und 17. Jahrhundert wurden wesentliche Veränderungen vorgenommen, aber Ende des 17. Jahrhunderts wurde die Burg aufgegeben.